# Бад-Нювесханс
Бад-Нювесханс (нід. Bad Nieuweschans; нід. вимова: [bɑt ˈniuʋəsxɑns]) — село у провінції Гронінген, на північному сході Нідерландів. Розташованe у муніципалітеті Олдамбт. Нювесханс означає «нове укріплення» (нід. Nieuweschans). У 2009 році до назви села було додано слово Бад («курорт», нід. Bad), щоб популяризувати його як туристичний напрямок.